# Tour de France 1903
Il Tour de France 1903, prima edizione della "Grande Boucle", si svolse in sei tappe dal 1º al 19 luglio 1903, per un percorso totale di 2 428 km. Fu vinto da Maurice Garin, in quella che sarà la sua prima e unica vittoria nella corsa. Dietro al vincitore Garin, che terminò in 94h33'14", si piazzarono sul podio gli altri francesi Lucien Pothier (secondo classificato) e Fernand Augereau (terzo).
Garin fu leader della corsa dalla prima all'ultima tappa, primato che sarà poi eguagliato da altri corridori. Nessuno dei componenti del primo podio della storia della corsa riuscirà più ad arrivare nelle prime tre posizioni nelle successive edizioni.
Al Tour de France 1903 parteciparono 84 corridori e solo in 21 riuscirono ad arrivare alla fine. Garin fu anche il corridore che vinse più tappe (tre sulle sei totali).

## Tappe
| Tappa  | Data      | Percorso           | km    | Vincitore di tappa    | Leader cl. generale |
| ------ | --------- | ------------------ | ----- | --------------------- | ------------------- |
| 1ª     | 1º luglio | Montgeron > Lione  | 467   | Maurice Garin         | Maurice Garin       |
| 2ª     | 5 luglio  | Lione > Marsiglia  | 374   | Hippolyte Aucouturier | Maurice Garin       |
| 3ª     | 8 luglio  | Marsiglia > Tolosa | 423   | Hippolyte Aucouturier | Maurice Garin       |
| 4ª     | 12 luglio | Tolosa > Bordeaux  | 268   | Charles Laeser        | Maurice Garin       |
| 5ª     | 13 luglio | Bordeaux > Nantes  | 425   | Maurice Garin         | Maurice Garin       |
| 6ª     | 18 luglio | Nantes > Parigi    | 471   | Maurice Garin         | Maurice Garin       |
| Totale | Totale    | Totale             | 2 428 |                       |                     |

## Classifiche finali

### Classifica generale - Fascia verde
| Pos. | Corridore           | Squadra      | Tempo       |
| ---- | ------------------- | ------------ | ----------- |
| 1    | Maurice Garin       | La Française | 94h33'14"   |
| 2    | Lucien Pothier      | La Française | a 2h59'21"  |
| 3    | Fernand Augereau    | La Française | a 4h29'24"  |
| 4    | Rodolfo Muller      | La Française | a 4h39'30"  |
| 5    | Jean Fischer        | La Française | a 4h58'44"  |
| 6    | Marcel Kerff        | Indipendente | a 5h52'24"  |
| 7    | Julien Lootens      | Brennabor    | a 8h31'08"  |
| 8    | Georges Pasquier    | La Française | a 10h24'04" |
| 9    | François Beaugendre | Indipendente | a 10h52'14" |
| 10   | Aloïs Catteau       | La Française | a 12h44'57" |
| 11   | Jean Dargassies     | Gladiator    | a 13h49'40" |
| 12   | Ferdinand Payan     | Champeyr.    | a 19h09'02" |
| 13   | Julien Girbe        | JC Cycles    | a 23h16'52" |
| 14   | Isidore Le Chartier | Gladiator    | a 24h05'13" |
| 15   | Josef Fischer       | Diamant      | a 25h14'26" |
| 16   | Alexandre Foureaux  | Indipendente | a 31h50'52" |
| 17   | René Salais         | Indipendente | a 32h34'43" |
| 18   | Emile Moulin        | Indipendente | a 49h43'15" |
| 19   | Georges Borot       | Indipendente | a 51h37'38" |
| 20   | Pierre Desvages     | Indipendente | a 62h53'54" |
| 21   | Arsène Millocheau   | Indipendente | a 64h57'08" |